# Comuna de Chodecz
Chodecz (polaco: Gmina Chodecz) é uma gminy (comuna) na Polónia, na voivodia de Cujávia-Pomerânia e no condado de Włocławski. A sede do condado é a cidade de Chodecz.
De acordo com os censos de 2004, a comuna tem 6434 habitantes, com uma densidade 52,6 hab/km².

## Área
Estende-se por uma área de 122,23 km², incluindo:
- área agricola: 82%
- área florestal: 10%

## Demografia
Dados de 30 de Junho 2004:
|                      | Total   | Total | Mulheres | Mulheres | Homens  | Homens |
| -------------------- | ------- | ----- | -------- | -------- | ------- | ------ |
|                      | pessoas | %     | pessoas  | %        | pessoas | %      |
| População            | 6434    | 100   | 3248     | 50,5     | 3186    | 49,5   |
| Densidade (pop./km²) | 52,6    | 100   | 26,6     | 26,6     | 26,1    | 26,1   |

De acordo com dados de 2002, o rendimento médio per capita ascendia a 1346,51 zł.

## Subdivisões
- Brzyszewo, Chodeczek, Ignalin, Kromszewice, Kubłowo, Lubieniec, Łania, Łanięta, Mielinek, Mstowo, Przysypka, Psary, Pyszkowo, Sobiczewy, Strzygi, Strzyżki, Wola Adamowa, Zalesie, Zbijewo, Zieleniewo.

## Comunas vizinhas
- Boniewo, Choceń, Dąbrowice, Lubień Kujawski, Przedecz